# Rescorla–Wagner-modell
A Rescorla–Wagner-modell a klasszikus kondicionálás egy modellje, amelyben az állatot arra tanítják, hogy különbséget tudjon tenni aközött, ami várhatóan történni fog és ami valójában történik. Ez egy kísérleti modell, amelyben minden egyes inger vagy jelen van, vagy nincs jelen egy meghatározott pillanatban a próbában. Az előrejelzése a feltétlen ingernek a kísérletben bemutatható, mint az asszociatív erősség összessége a kísérletben jelenlevő kondicionált ingereknek. Ez a jellegzetessége a modellnek bemutatja a nagy jelentőségű előrehaladást a korábbi modellekhez viszonyítva és lehetővé tette a fontos kísérleti jelenségek egyszerű magyarázatát, mint a blokkolás . Ebből kifolyólag, a Rescorla-Wagner modell lett az egyik legbefolyásosabb modell a tanulásnál, habár gyakran bírálták megjelenése óta. A figyelem középpontjába került az elmúlt években, hiszen számos tanulmány utalt arra, hogy a fázisos tevékenysége a dopamin neuronoknak a mesostriatal DA előrejelzésekben a középagyban kódolja a hiba részleteit a modellben.
A Rescorla-Wagner modelljét Robert A. Rescorla hozta létre a Pennsylvania Egyetemről és Allan R. Wagner a Yale Egyetemről.

## Siker és a népszerűség
A Rescorla-Wagner modell sikerességének és népszerűségének okai:
- tud generálni világos és ordinális jóslatokat
- több sikeres jóslata van
- feldolgozás esetén az intenzitásnak és váratlanságnak intuitív hatása van
- jelentős heurisztikus értéket nyújt
- viszonylag kevés szabad paraméter és független változókat tartalmaz
- kevés konkurenciája volt más elméletektől

## A modell alapvető feltételezései
- A meglepetés nagysága amit a szervezet tapasztal, amikor találkozik egy feltétlen ingerrel (US) feltehetően függ a kísérlet során jelenlevő jelek összesített asszociatív értékétől. Ez a feltételezés eltér a korábbi modellektől, amelyek a kondicionált/feltételes ingernek (CS) csak az asszociatív értékét vették figyelembe.
- Serkentés és a gátlás ellentétes funkciók. Egy ingernek csak pozitív asszociációs ereje (lévén kondicionált serkentő) vagy negatív asszociatív ereje (lévén kondicionált gátló) lehet, nem lehet mindkettő.
- Az inger asszociatív ereje közvetlenül a viselkedésben van kifejezve, amit kivált / gátol. Nincs mód megismerni az ingert anélkül, hogy megmutatnánk a szervezet reakcióit.
- A CS fő része állandó. A CS (alpha) fő része nem szabad, hogy változzon a kísérlet során, így képviselhető az állandóval.
- A jelek folyamata nincs hatással a jelenlegi állapotra. Ez csak a jelek aktuális asszociatív értéke, amely meghatározza a tanulás mennyiségét. Nem számít, hogy a CS-t többször is próbálták meghatározni vagy hasonló.

Az első két feltételezés egyedülállóan a Rescorla-Wagner modell jellemzője. Az utolsó három feltételezés jelen volt előző modellekben is. Nem a legfontosabb része az elméletnek, de jelentős a szerepe.

## Egyenlet
{\displaystyle \Delta V_{X}^{n+1}=\alpha _{X}\beta (\lambda -V_{tot})}
és
{\displaystyle V_{X}^{n+1}=V_{X}^{n}+\Delta V_{X}^{n+1}}
ahol 
- Δ V X a változó az X asszociáció erősségében
- α a kiugrás a feltételes inger (határolt 0 és 1)
- β az US arány paramétere (határolt 0 és 1), más néven az asszociáció értéke
- λ az US lehetséges maximum kondicionálója
- V X a jelenlegi asszociatív erő
- V t o t a teljes asszociatív ereje az összes a feltételes ingernek

## A felülvizsgált Rescorla-Wagner modell Van Hamme-től és Wasserman-tól (1994)
Van Hamme és Wasserman kiterjesztette az eredeti Rescorla-Wagner (RW) modellt és új tényezőt mutatott be az új RW modellben 1994-ben: Azt javasolták, hogy nem csak a kondicionált ingerek, melyek fizikailag jelen vannak az kísérletben változhatnak asszociatív erősségükben, hanem az asszociatív értéke is változtatható a feltételes ingernek, egy belső összetett-társításával . Belül összetett-szövetség jön létre, ha két CS-t együtt mutatnak be a képzés során (összetett inger). Ha az egyik komponens feltételes inger egyedül mutatkozik, akkor azt kell feltételezni, hogy aktiválja a képviseletét a többi (korábban párosított) feltételes inger is. Van Hamme és Wasserman javasolja, hogy ingerek közvetve a belső összetett-társításával negatív tanulási paramétert kapunk – így a jelenségek visszamenőleges újraértékelését lehet magyarázni. 
Vegyük a következő példát, egy kísérleti paradigmát a "hátra zárolás"-t, ami jelzi a visszamenőleges újraértékelést, ahol AB az összetett inger A + B:
1. fázis: AB – US
2. fázis: A – US
Kísérletek: 1. csoport, amely megkapta az 1. és 2. fázisát a kísérletnek, gyengébb kondicionált választ mutat (CR) a B, mint a kontroll csoport, amely csak az 1. fázis-t kapta.
Az eredeti RW modellje nem tudja indokolni ezt a hatást, de az átdolgozott modell igen: A 2. fázisban, az ösztönző B közvetve aktiválódott az A belső összetett-társításával. De ahelyett, hogy a pozitív tanulási paramétert (általában az alfa), amikor fizikailag jelen van a 2. fázisban, B-nek negatív tanulási paramétere van. Így a második fázis, "B" asszociatív ereje csökken, az A értéke viszont nő, a pozitív tanulási paramétere miatt.
Így, a felújított RW modell magyarázza, hogy a CR amit a B kiváltott a visszafelé blokkoló képzés után miért gyengébb, mint az AB csak kondicionáló.

## Néhány hiba a Rescorla-Wagner modellben
Spontán felépülés a kihalásból, amit az emlékeztető (újbóli) kezelések okoztak. 
Jól megalapozott észrevétel, hogy a time-out intervallum befejezését követően a kihalás részleges felépülést eredményez a kihalásból, azaz a korábban megszűnt reakció vagy válasz visszatér – de általában alacsonyabb szinten, mint a kihalás képzése előtt. Ez a jelenség arra utal, hogy a US kitettsége csak a képzéstől a kihalás befejezése után részleges felépülést okoz a kihalástól. Az RW modell nem tudja indokolni ezeket a jelenségeket.

### A korábban kondicionált gátló megszűnése
Az RW modell bejósolja, hogy az ismételt bemutatása a kondicionált gátlónak önmagában (a CS negatív asszociatív erővel) az inger kihalását eredményezi (negatív asszociatív érték csökkenése). Ez egy hamis jóslat. Ezzel szemben, kísérletek azt mutatják, hogy a kondíciónalt gátló ismételt bemutatása növeli gátló hatását.

### Újrapozicionálás a kihalás után
Az egyik feltételezés a modellnek, hogy a CS kondicionálásának története nincs hatással a jelenlegi állapotára – csak a jelenlegi asszociatív értéke fontos. Ellenkezőleg, számos kísérletek azt mutatják, hogy az ingerek, amelyek először kondicionálva voltak, majd kioltva, könnyebben felújíthatóak voltak (azaz kevesebb kondicionálásra volt szükség).

### A serkentés és a gátlás kizárólagossága
Az RW modell feltételezi, hogy serkentés és a gátlás ellenkező tulajdonság. Az ösztönzőnek vagy serkentő (pozitív asszociatív ereje) vagy gátló hatása (negatív asszociatív ereje) lehet, de mindkettő egyszerre nem. Ezzel szemben néha megfigyelhető, hogy ingereknek kétféle tulajdonsága is lehet. Ennek egyik példája a hátra serkentő kondicionálás, amelyben a CS visszafelé párosítva van az US-el (US-CS a CS-US helyett). Ez általában CS-t kondicionált serkentővé teszi. De érdekes módon, az ösztönzőnek gátló funkciói is vannak, ami bizonyítható a retardáció tesztjével. Ez a teszt mutatja az ösztönző gátló hatását, mivel a serkentő kondicionálás az előzőleg kondicionált gátlóval nem tökéletes. A visszafelé kondicionált inger tesztje sikeres és úgy tűnik, hogy mind a serkentő és gátló funkciók megvannak.

### Új inger párosítása a kondicionált gátlóval
A kondicionált gátlónak feltételezhetően, negatív asszociatív értéke van. Ha új ingert (asszociatív ereje nulla) adunk a gátlóhoz, a modell azt jósolja, hogy az új jelzőnek kell kondicionált serkentővé válnia. Nem ez a helyzet a kísérleti helyzetekben. A modell előrejelzése az alap fogalomból (lambda-V) ered. Mivel az összesített asszociatív ereje az összes ingernek (V) ami jelen van negatív, (nulla + gátló hatása) és a lambda nulla (nincs jelen az US), az ebből eredő változás asszociatív ereje pozitív, így az új jelző egy kondicionális serkentő.

### CS-preexposure hatása – látens gátlás
A CS- preexposure hatás (más néven látens gátlás) a jól ismert megfigyelés, hogy kondicionálás expozíció után az inger később, mint CS- feltételes inger, nem tökéletes. Az RW modell nem jósol semmilyen hatást új inger US nélküli bemutatásakor.

### Magasabb rendű kondicionálás
A magasabb rendű kondicionálásban korábban kondicionált CS párosítva van egy új jelzővel (azaz az első CS1-US, majd CS2-CS1). Általában az új CS2 hasonló reakciókat vált ki mint a CS1. A modell nem tudja indokolni ezt a jelenséget, mivel a CS2-CS1 kísérleteknél, nincs az US jelen. De azáltal, hogy a CS1, hasonlóképpen viselkedik mint a US, össze lehet egyeztetni a modellt ezzel a hatással.

### Érzékszervi előkondicionálás
Érzékszervi előkondicionálás utal az első párosítás két új jelzőjére (CS1-CS2), majd egyikük párosítása az US-el (CS2-US). Ez a CS1-et és CS2-t kondicionált serkentővé változtatja. Az RW modell nem tudja megmagyarázni ezt, mert a CS1-CS2-fázis között mindkét ingernek az asszociatív értéke nulla és a lambda is nulla (nincs jelen US), amely nem eredményez változást az inger asszociatív erejében.